# RALYL
RALYL (англ. RALY RNA binding protein like) – білок, який кодується однойменним геном, розташованим у людей на короткому плечі 8-ї хромосоми. Довжина поліпептидного ланцюга білка становить 291 амінокислот, а молекулярна маса — 32 331.
| 10         |  | 20         |  | 30         |  | 40         |  | 50         |
| ---------- |  | ---------- |  | ---------- |  | ---------- |  | ---------- |
| MTGKTQTSNV |  | TNKNDPKSIN |  | SRVFIGNLNT |  | AIVKKVDIEA |  | IFSKYGKIVG |
| CSVHKGYAFV |  | QYMSERHARA |  | AVAGENARVI |  | AGQPLDINMA |  | GEPKPYRPKP |
| GNKRPLSALY |  | RLESKEPFLS |  | VGGYVFDYDY |  | YRDDFYNRLF |  | DYHGRVPPPP |
| RAVIPLKRPR |  | VAVTTTRRGK |  | GVFSMKGGSR |  | STASGSTGSK |  | LKSDELQTIK |
| KELTQIKTKI |  | DSLLGRLEKI |  | EKQQKAEAEA |  | QKKQLEESLV |  | LIQEECVSEI |
| ADHSTEEPAE |  | GGPDADGEEM |  | TDGIEEDFDE |  | DGGHELFLQI |  | K          |

A: Аланін

C: Цистеїн

D: Аспарагінова кислота

E: Глутамінова кислота

F: Фенілаланін

G: Гліцин

H: Гістидин

I: Ізолейцин

K: Лізин

L: Лейцин

M: Метіонін

N: Аспарагін

P: Пролін

Q: Глутамін

R: Аргінін

S: Серин

T: Треонін

V: Валін

Задіяний у такому біологічному процесі, як альтернативний сплайсинг. 
Білок має сайт для зв'язування з РНК. 